# Idaea allardiata
Idaea allardiata är en fjärilsart som beskrevs av Paul Mabille 1869. Idaea allardiata ingår i släktet Idaea och familjen mätare. Inga underarter finns listade i Catalogue of Life.